# 中央高速公路 (新加坡)
中央高速公路（英語：Central Expressway），縮寫CTE，是新加坡高速公路網中的第6條路線，於20世紀80年代動工、1991年9月21日全线通车。该高速公路北端位于实里达高速公路与淡滨尼高速公路的交界处，南端则与亚逸拉惹高速公路与东海岸公园大道的交界处相距不远，并与亚逸拉惹高速公路衔接。中央高速公路分两期兴建，并于1991年全线通车，其中部分路段为地下隧道，该高速公路也因此而成为新加坡第一条地下高速公路。

## 历史

### 兴建工程
中央高速公路全長16公里，造價5億新加坡元，兴建工程分为兩期，以下又分为若干个阶段和11个部分。中央高速公路第一阶段全长12.5公里，连接杨厝港和武吉知马路，于20世紀80年代完成。1989年6月17日，中央高速公路介於楊厝港路和宏茂橋5道的一段路段在靜山集選區議員王章明的主持下正式通车。这段高速公路长1.7公里，共有三条车道，不过由于沿路居民和工厂的安置问题，通车时间比原计划延迟了两年。连接泛岛高速公路与中央高速公路的黄埔立交桥的建设也是中央高速公路第一期兴建工程的一部分。
中央高速公路第二阶段贯穿市区，介于武吉知马路和振瑞路，全长5.9公里，包括两条公路隧道，施工程序复杂而困难，造价3.5亿新加坡元，是当时新加坡建设成本最高的公路工程。公共工程局的工程师曾经在招标程序开始之前用了超过两年时间确定这项工程的细节。公共工程局在1986年4月进行招标，邀请承办商承建中央高速公路第二阶段工程。参加投标的财团当中，符合招标资格的多于十组，通过初审的共有八组，最终由宝高大建筑、李金塔公司、美坡建筑、王孤建组成的财团标得。这段公路在1988年1月25日动土，两条隧道则在1988年6月开始挖掘。政府在1986年征用位于乌节路、加文纳路、克里门梭道一带，占地近54,000平方米的地段，为公路工程开路。

### 通车后
新加坡政府在1990年代进行泛岛高速公路扩建工程的同时兴建黄埔立交桥，这是新加坡唯一一座衔接两条高速公路、并设有四条车道的立交桥。国家发展部代部长林勋强在1994年10月29日主持这座立交桥的正式通车仪式，而泛岛高速公路扩建工程也在同时完成。

## 出口列表
| 往实里达高速公路方向（北向）                 | 往实里达高速公路方向（北向） | 交界处         | 往市区（立达）方向（南向） | 往市区（立达）方向（南向）                   |
| -------------------------------------------- | ---------------------------- | -------------- | -------------------------- | -------------------------------------------- |
| 衔接道路                                     | 出口                         | 交界处         | 出口                       | 衔接道路                                     |
| 連接 实里达高速公路                          |                              |                |                            |                                              |
| 杨厝港路                                     | 15                           | 杨厝港立交桥   | 不设出口                   | 不设出口                                     |
| 不设出口                                     | 不设出口                     | 宏茂桥北立交桥 | 14                         | 宏茂桥3道、宏茂桥5道                         |
| 宏茂桥5道                                    | 12B                          | 宏茂桥中立交桥 | 不设出口                   | 不设出口                                     |
| 宏茂桥3道                                    | 12A                          | 宏茂桥中立交桥 | 不设出口                   | 不设出口                                     |
| 宏茂桥1道                                    | 11                           | 宏茂桥南立交桥 | 11                         | 宏茂桥1道                                    |
| 布拉德路                                     | 10                           | 布拉德立交桥   | 10                         | 布拉德路                                     |
| 泛岛高速公路（往樟宜机场方向）、实龙岗路上段 | 8B                           | 黄埔立交桥     | 8B                         | 泛岛高速公路（往樟宜机场方向）、实龙岗路上段 |
| 泛岛高速公路（往樟宜机场方向）、实龙岗路上段 | 8B                           | 黄埔立交桥     | 8A                         | 泛岛高速公路（往大士方向）                   |
| 惹兰巴合宜亚                                 | 7B                           | 摩绵立交桥     | 7D                         | 马里士他路（往加冷方向）                     |
| 摩绵路                                       | 7A                           | 摩绵立交桥     | 7C                         | 马里士他路（往汤申方向）、摩绵路             |
| 不设出口                                     | 不设出口                     |                | 6                          | 武吉知马路、加文纳路                         |
| 不设出口                                     | 不设出口                     | 甘榜爪哇隧道   | 5                          | 经禧圈                                       |
| 不设出口                                     | 不设出口                     |                | 4                          | 乌节路                                       |
| 克里门梭道、马真路                           | 2                            | 振瑞隧道       | 2                          | 合乐路                                       |
| 中峇魯、欧南路                               | 1B                           | 欧南立交桥     | 1B                         | 欧南路                                       |
| 不设出口                                     | 不设出口                     | 红山立交桥     | 1A                         | 惹兰红山                                     |
| 連接 亚逸拉惹高速公路                        |                              |                |                            |                                              |